# Quern
Quern – dzielnica gminy Steinbergkirche w Niemczech w kraju związkowym Szlezwik-Holsztyn, w powiecie Schleswig-Flensburg, w Związku Gmin Geltinger Bucht. Do 28 lutego 2013 była samodzielną gminą.